# Grand Forks
Grand Forks és una població dels Estats Units a l'estat de Dakota del Nord. Segons el cens del 2009 tenia 51.216 habitants.

## Demografia
Segons el cens del 2000, Grand Forks tenia 49.321 habitants, 19.677 habitatges, i 11.058 famílies. La densitat de població era de 989,8 hab./km².
Dels 19.677 habitatges en un 28,7% hi vivien nens de menys de 18 anys, en un 43,2% hi vivien parelles casades, en un 10% dones solteres, i en un 43,8% no eren unitats familiars. En el 31,4% dels habitatges hi vivien persones soles el 8,5% de les quals corresponia a persones de 65 anys o més que vivien soles. El nombre mitjà de persones vivint en cada habitatge era de 2,31 i el nombre mitjà de persones que vivien en cada família era de 2,96.
Per edats la població es repartia de la següent manera: un 21,4% tenia menys de 18 anys, un 22,9% entre 18 i 24, un 27,7% entre 25 i 44, un 18,3% de 45 a 60 i un 9,8% 65 anys o més.
L'edat mediana era de 28 anys. Per cada 100 dones de 18 o més anys hi havia 100,2 homes.
Entorn del 9,3% de les famílies i el 14,6% de la població estaven per davall del llindar de pobresa.

## Poblacions més properes
El següent diagrama mostra les poblacions més properes.